# Palais Vileišis
 (octobre 2024).
Le palais de Vileišis est édifice néo-baroque de Vilnius, en Lituanie, construit pour Petras Vileišis. Vileišis était un éminent ingénieur lituanien, militant politique, éditeur et philanthrope qui a commandé le palais en 1904 et supervisé sa construction. L'ensemble se compose d'une maison principale, d'une maison d'amis et d'une dépendance. Il abrite actuellement l'Institut de littérature et de folklore lituaniens. Il a été rénové au début des années 2000.

## Histoire

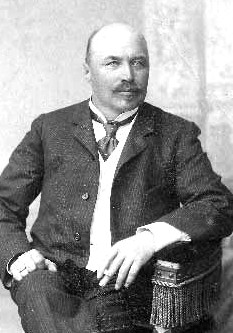
Petras Vileišis.

L'architecte du palais, August Klein, a créé deux plans, l'un néo-classique et l'autre néo-baroque. Vileišis a choisi le style néo-baroque, en raison de la proximité du site avec l'église baroque Saint-Pierre-et-Saint-Paul.
Les travaux débutèrent en 1904 et furent achevés en 1906.
Le palais principal a deux étages. L'intérieur était décoré dans des styles néoclassiques et rococo, avec des moulures couronnées, des éléments sculpturaux et des faiences pastel. Des portraits, des bustes et des bas-reliefs de personnalités littéraires et culturelles lituaniennes étaient exposés dans tout le palais.

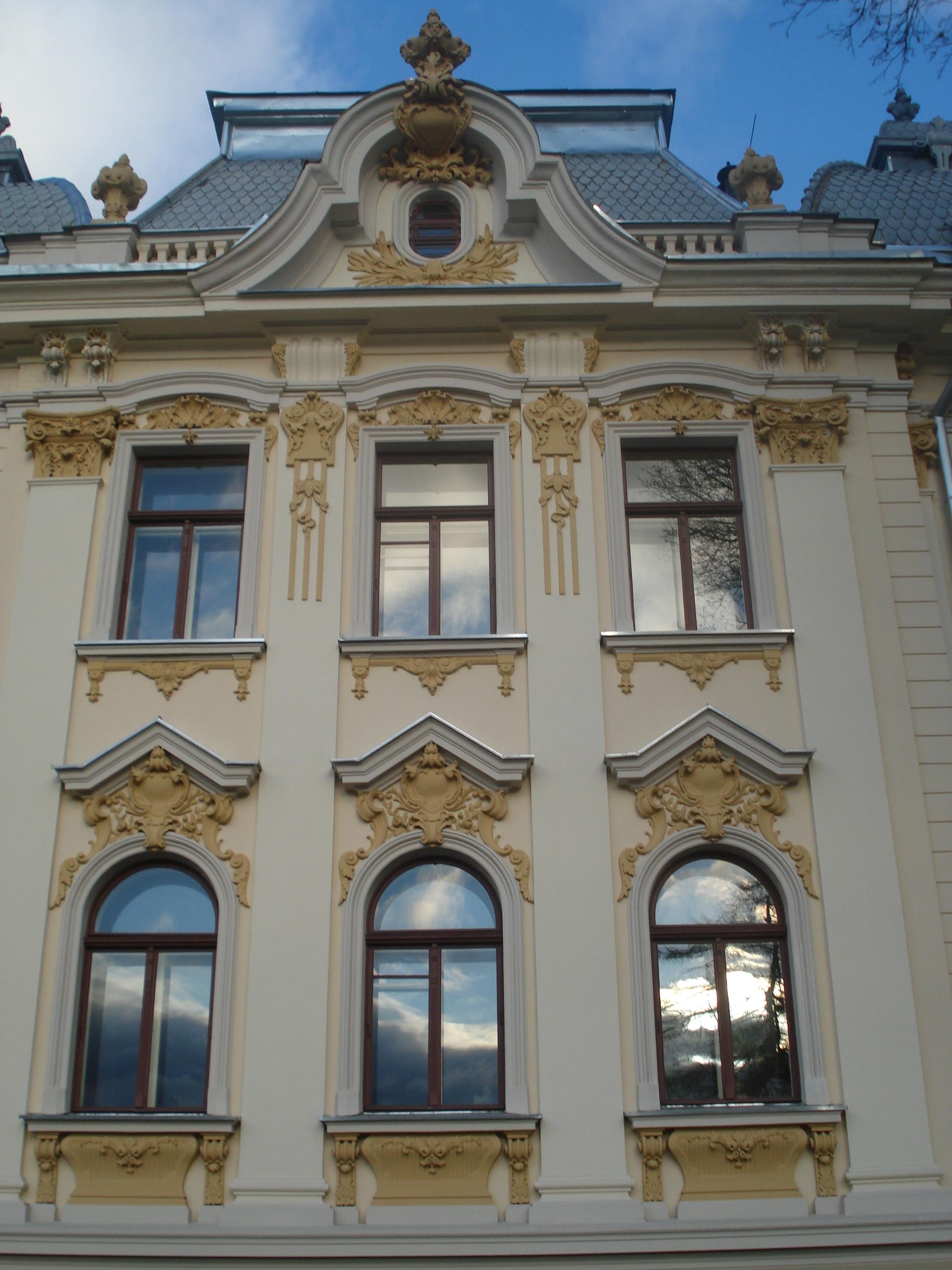
Façade gauche du palais.

Le 9 janvier 1907, la première exposition d'art lituanien a eu lieu dans l'édifice, présentant les œuvres de Mikalojus Konstantinas Čiurlionis et Antanas Žmuidzinavičius. C'était la première exposition de peintures de Čiurlionis.
Petras Vileišis et sa famille ont vécu dans le palais jusqu'à la Première Guerre mondiale. En 1926, Vileišis décède et le palais est hérité par sa fille, Elena Vileišytė. En 1931, elle vend l'ensemble à l'organisation lituanienne Rytas pour 55 000 dollars américains. De 1941 à 1990, le palais abritait les instituts de littérature et de langue lituaniennes. Depuis 1990, il abrite l'Institut de littérature et de folklore lituaniens.

## Le Palais aujourd'hui

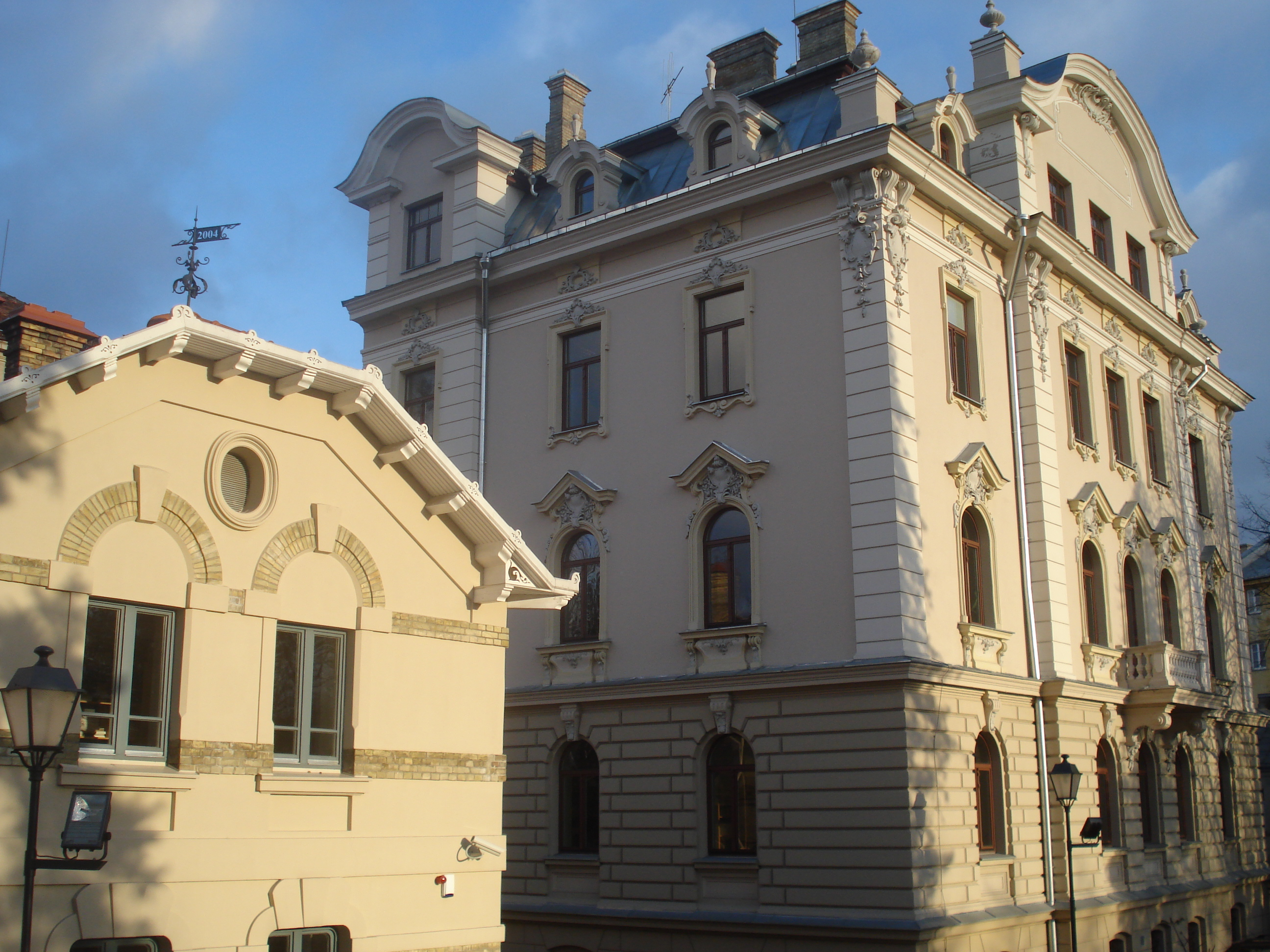
Palais vu du bord latéral.

Le palais a subi trois années de rénovation au début des années 2000 et a rouvert en 2007. Lors de la rénovation, de nombreux documents historiques importants ont été retrouvés cachés dans les murs du palais. Cependant, les copies disparues depuis longtemps de l'Acte d'indépendance de la Lituanie, signé en 1918, n'ont pas été retrouvées, malgré la croyance populaire selon laquelle elles étaient cachées dans le palais,. Le frère de Petras Vileišis, Jonas Vileišis, était l'un des signataires de l'Acte.